# Stanislav Rejthar
Plukovník Ing. Stanislav Rejthar (28. října 1911 Kuroslepy na Moravě – 20. listopad 1977 Praha) byl československý stíhací pilot bojující za druhé světové války v řadách Royal Air Force. Od 17. září 1944 v SNP s 1. čs. samostatným stíhacím leteckým plukem v SSSR, ve funkci náčelníka štábu proti nacistickému Německu. Jako vlastenec nikdy neváhal postavit se nacistům a položit za svobodu vlasti i svůj život. Vždy zdůrazňoval spíše hrdinství a zásluhy svých spolubojovníků.

## Život

### Rodina
Narodil se 28. října 1911 v Kuroslepech v domě čp.16. Rodiče byli zemědělci. Po svých předcích měl nejen vřelý vztah k půdě, ale i duši bojovníka a válečníka, který svá práva dovede hájit. Měl čtyři bratry a jednu sestru.
23. 6. 1942 se oženil s Vlastou Horníčkovou, dcerou legionáře Jaroslava Horníčka, pracovníka čs. velvyslanectví ve Varšavě. Od roku 1940 pracovníka kanceláře prezidenta E. Beneše v Londýně.
4. ledna 1944 se narodil syn Stanislav (Slávek)
14. září 1946 se narodila dcera Olga (Olička – provdaná Bezděková)

### Studia
Základní školu navštěvoval v Březníku. Studia na brněnské reálce (gymnázium Křenová) zakončil maturitou v roce 1933.
Během základní vojenské služby (1933–1935) absolvoval školu pro důstojníky dělostřelectva v záloze.
Vojenskou akademii v Hranicích pro dělostřelectvo studoval v roce 1935 a 1936.
Vojenskou akademii v Hranicích a letecké učiliště v Prostějově absolvoval v roce 1936–1937.
Roku 1937 získal vojenskou hodnost poručíka.
Po absolvování vojenské akademie v Hranicích sloužil v československé armádě.

### Odchod do zahraničí
V létě 1939 odešel do Polska, bojoval ve Francii a od roku 1940 ve Velké Británii. Bojoval jako stíhací pilot za druhé světové války v řadách Royal Air Force. Nejprve byl zařazen k 311. čs. bombardovací peruti, potom působil jako letecký instruktor a po utvoření 313. čs. stíhací perutě sloužil v jejích řadách.
2. dubna 1943 byl jeho spitfire zasažen. Uletěl s poškozeným letadlem přes kanál La Manche, na britském území havaroval a těžce se zranil.
Dne 24. října 1943 znovu nastoupil do vojenské služby u letectva jako příslušník 313. čs. stíhací perutě. Od 17. září 1944 se zúčastnil bojů s 1. čs. samostatným stíhacím leteckým plukem v SSSR proti nacistickému Německu. Bojoval ve Slovenském národním povstání. Působil jako letecký poradce generála Viesta. Probil se přes německo–sovětskou frontu k rumunské jednotce, která se připojila k 1. čs. armádnímu sboru v SSSR.
Musel se léčit po útrapách partyzánského boje.
Na připomenutí jeho hrdinského působení v boji za osvobození ČSR byla 4. srpna 2013 na Obecním domě v Kuroslepech odhalena pamětní deska. Hlavně se o to zasloužil Štěpán Bazala a Ivan Bazala.

## Aktivity po německé okupaci

### Polsko
Krátce po okupaci Československé republiky fašisty 15. března 1939 ilegálně přešel hranice do Polska a v červnu 1939 vstupuje do odboje. V Polsku rychle přibývalo množství mužů, kteří chtěli svou vlast bránit. Tehdejší převládající nálada u velení polské armády vycházela z nadhodnoceného předpokladu, že Polsko má dost sil i odhodlaných mužů odrazit případný německý útok. Proto tam nebyla snaha využít k své obraně i uprchlé bojovníky ze sousedního protektorátu. Aby se mohli naši uprchlíci uplatnit v boji proti Hitlerovi, museli pokračovat dál v cestě. Celý tábor utečenců měl na starosti podplukovník Ludvík Svoboda. Část mužů se vydala nabídnout a poskytnout své síly Francii. Ostatních, asi 700 mužů, se mělo vydat východní cestou do SSSR. Těm však hrozilo nebezpečí, že budou vydání Stalinem v rámci jeho spolupráce s Hitlerem do Říše k potrestání, jako zrádci.

### Francie
Přes obtíže se podařilo zajistit švédskou loď Castelholm, která plula do Francie. Na její palubu se Stanislav Rejthar i s částí budoucích bojovníků nalodili 26. července 1939.
Loď přistála v Calais ve Francii 1. srpna 1939. Vlakem odjela skupina do Paříže.
Bylo nutno vstoupit do cizinecké legie (Légion étrangère), protože ve Francii cizinci nesmí sloužit v armádě. Nezbylo než se podřídit jejímu služebnímu řádu. Francie přislíbila zrušit tento závazek, při vypuknutí války.
2. října 1939 byla podepsána dohoda francouzsko–československá, kdy Francie československé legionáře z cizinecké legie vyvázala.
Českoslovenští letci tak konečně mohli bojovat ve francouzských letkách. Zde se letci přecvičili a poté létali na bojových strojích. Stanislav Rejthar začal létat na letecké základně v Base Aérienne de Tours a to v hodnosti seržanta na letadle typu Potez 25. Zacvičoval se v leteckém průzkumu pro podporu pozemních jednotek. Po přeložení do Rochefortu nacvičoval ostrou střelbu a bombardování. Byl cvičen jako pilot bombardovacích strojů, ale toužil létat jako stíhací pilot.
Postupně byl povyšován do hodnosti praporčík cizinecké legie a v květnu 1940 do hodnosti nadporučík letectva.

### Velká Británie

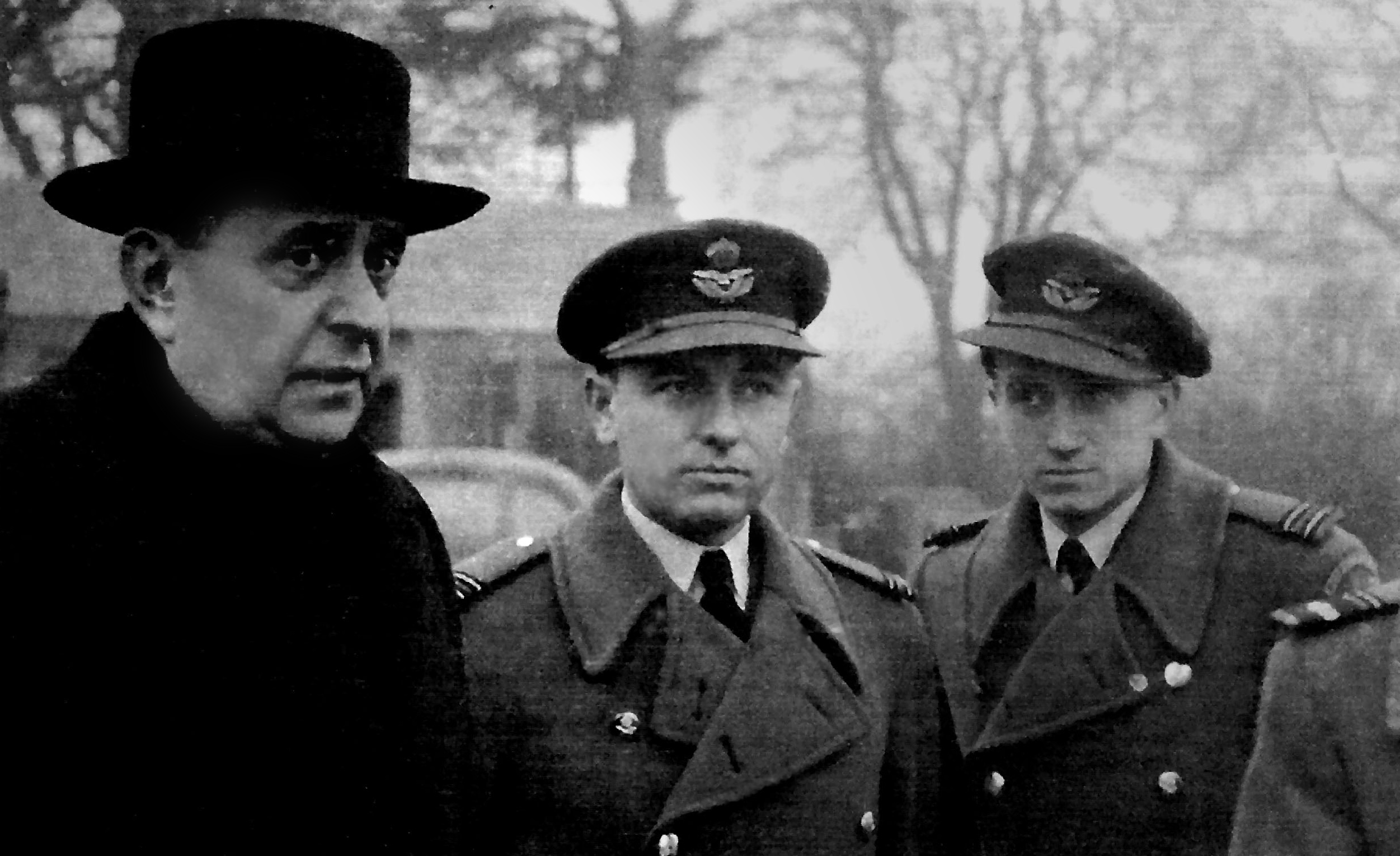
Návštěva u 313. perutě – ministr zahraničí Jan Masaryk, Stanislav Rejthar, Bohuslav Kimlička, 1942

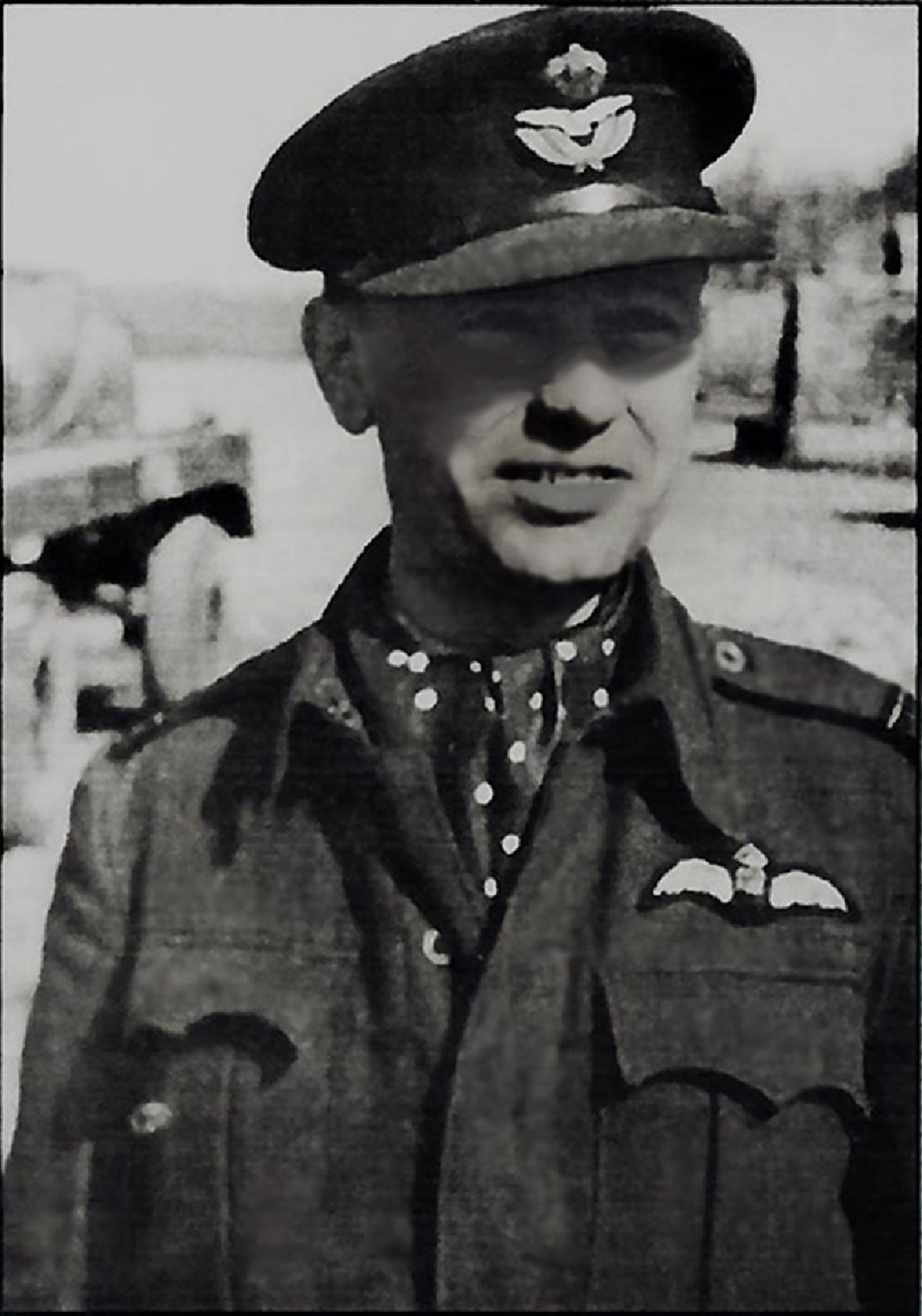
Stanislav Rejthar v RAF

Po pádu Francie uprchl do Velké Británie. Přistál 23. června ve Falmouth. Byl přijat do Royal Air Force. Po výcviku na základně v Cosfordu působil v hodnosti Flying Officer, jako letecký instruktor a pilot 311. čs. bombardovací perutě.
Každá peruť aktivně využívala dvanáct letadel a šest bylo v záloze.
Po založení 313. čs. stíhací perutě 10. května 1941 v ní sloužil se stíhači RAF .
Zajišťovali obranu Londýna, bránili jižní pobřeží Anglie (standing patrols), chránili konvoje, zajišťovali průzkum francouzských obsazených přístavů a útočili na německé námořní lodě. Též provázeli americké a britské bombardovací svazy nad Němci okupovaná území. Utvářeli teamy s Angličany, Američany, Kanaďany, Novozélanďany, Francouzi, Australany, Poláky, Belgičany, Nory i Holanďany.
V letech 1941 až 1942 absolvoval Signals School Yatesbury, Central Flaying School a Bristol Flying School. V hodnosti Flight Lieutnant byl operačním pilotem. Pověřován byl i jinými úkoly.
Byl leteckým instruktorem. Od 22. září 1942 byl zařazen do 313. Czech Squadron RAF, Churchstanton, Howkinge, Ibsley.
28. října 1942 byl povýšen do hodnosti kapitán letectva.
Při operačním letu v dubnu 1943 se silně poškozeným letadlem přeletěl anglický kanál a přistál nouzově na britském území. Přitom utrpěl těžké válečné zranění. Po čtyřech měsících nastoupil opětně ke 313. Czech Squadron RAF.V případě zajetí československých bojovníků na nepřátelském území jim hrozilo ze strany Německa nejtvrdší potrestání a bylo by s nimi nakládáno jako s vlastizrádci Říše.
Roku 1944 se přihlásil do skupiny letců vybraných do Sovětského svazu pro další aktivity. Před odjezdem se s našimi letci rozloučil generál Karel Janoušek, velitel čs. letectva ve Velké Británii. Opouštěli Skotsko a vydali se přes Gibraltar, Suez, Egypt, přes Palestinu a Damašek do Iráku na britskou leteckou základnu Habbania. Dále pak pokračovali v cestě přes Teherán v Íránu. Nakonec odletěli se sovětskou posádkou americkým strojem do Moskvy. Tím se završila jejich cesta dlouhá skoro 13 000 kilometrů.

## Působení v SSSR
Odvelen byl do SSSR na počátku roku 1944. Stalo se tak na základě požadavku sovětského velení na vládě v Londýně, protože se předpokládalo ukončení války a osvobození větší části Československa od východu. Sověti požadovali alespoň dvacet letců s tím, že dodají sami pozemní personál, i výzbroj. Na základě Stalinova rozkazu měla být vytvořena čs. stíhací letka v SSSR. Stíhací peruť byla přecvičena na sovětskou techniku.
Po založení 1. čs. samostatného stíhacího leteckého pluku v SSSR (3. 6. 1944), doplněného o piloty z Anglie byl Stanislav Rejthar v hodnosti štábního kapitána jmenován náčelníkem štábu. Velitelem se stal štábní kapitán František Fajtl a jeho zástupcem byl štábní kapitán Jan Klán.
Jednotka byla vybavená materiálem a zbraněmi sovětského původu. Získání československých letců mělo strategický význam, ale i politický. Čs. piloti očekávali a doufali, že budou moci alespoň brzo osvobozovat svou vlast, Československo. Při návštěvě Československé vojenské mise v Moskvě požádal Stanislav Rejthar generála Heliodora Piku, aby naši letci byli co nejdříve nasazeni do bojů na frontě. Ze základny v Ivanovu u Moskvy byli pak přesunuti k frontě na ukrajinské letiště do Proskurova. Odtud byl pluk přemístěn na polské území do Stubna.

## Účast ve Slovenském národním povstání

### Okolnosti vzniku Slovenského národního povstání
Po zabrání Sudet do Říše na základě Mnichovské dohody a později po okupaci zbytku republiky německou armádou vznikl Protektorát Čechy a Morava . Odtržené Slovensko vytvořilo samostatný tzv. Slovenský štát.
Slovenská vojska byla dokonce nasazena v boji proti Polsku a později i proti Sovětskému svazu.
Po roce 1943, když německá vojska utrpěla porážku u Stalingradu se část obyvatelstva začala odmítavě stavět ke spolupráci s Německem. V Londýně proto vznikl plán na slovenský převrat, později i povstání. Sověti by byli rádi viděli jako velitele na Slovensku sovětského důstojníka. Československá vláda v Londýně to zásadně odmítala. Jako organizátor povstání byl v Londýně určen podplukovník Ján Golian. Povstání se zúčastnili slovenští důstojníci, ale i mnoho nadšených občanů a přívrženců. Podplukovník generálního štábu Golian vybral pro povstání hornatou oblast mezi Breznem nad Hronom, Zvolenem a Turčianským Svätým Martinem.
Povstání vypuklo 29. srpna 1944. K povstalcům se připojilo asi dvě stě francouzských zajatců, kteří byli osvobozeni ze zajateckého tábora.
Českoslovenští piloti chtěli okamžitě startovat a pomoci povstaleckým bojovníkům. Měli k dispozici dvě perutě jednomístných sovětských stíhaček typu Lavočkin.
Při jednání náčelníka štábu 1. čs. stíhacího leteckého pluku Stanislava Rejthara se sovětským leteckým generálem Stěpanem Akimovičem Krasovským žádal, aby byl start našich letců na Slovensko bez prodlení a okamžitý. Jeho požadavek nebyl akceptován.

### Boje na Slovensku

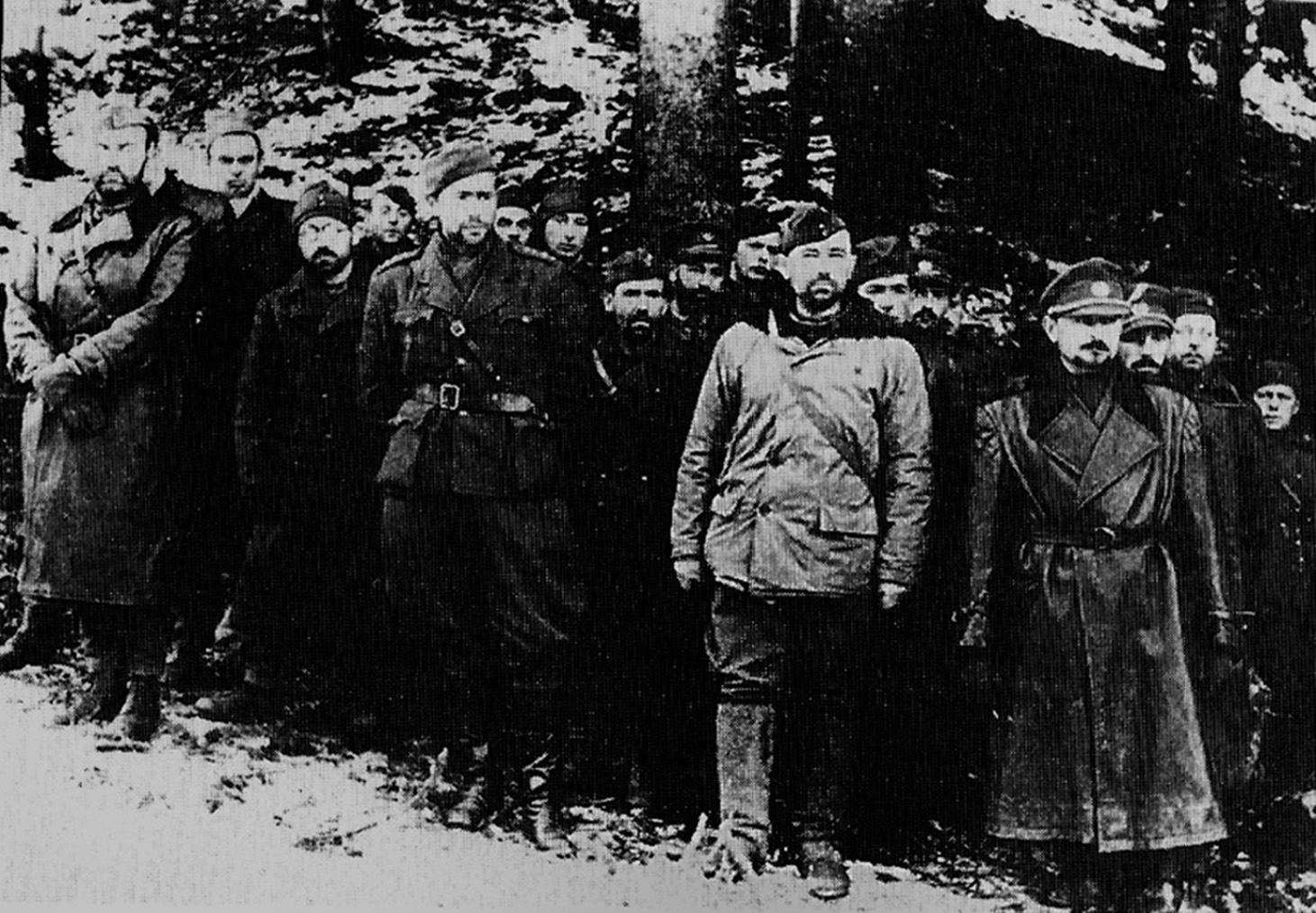
Slovenské národní povstání – ústup do hor – Stanislav Rejthar ve světlé bundě, 1944

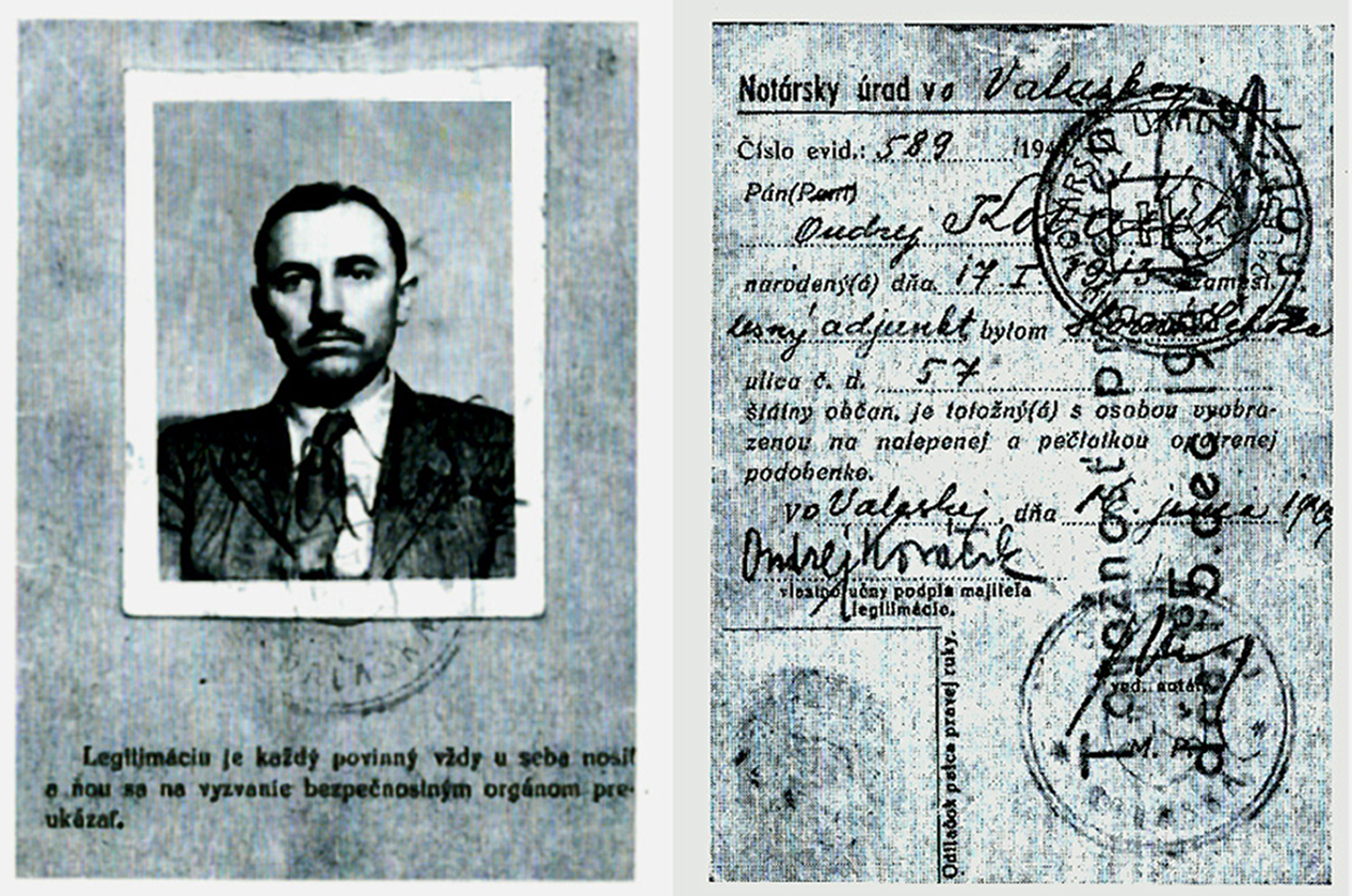
Falešný krycí průkaz na jméno Ondrej Kováčik

Teprve odpoledne přišel rozkaz ke startu a 17. září 1944 přistáli na území Slovenska čs. letci u vesničky Zolná, nedaleko Zvolena. Tam byla také slavnostně vztyčena československá státní vlajka. Tuto vlajku získal náčelník štábu Stanislav Rejthar na zrušeném čs. velvyslanectví v Moskvě.
Hned v dalších dnech po dodání munice a technického materiálu, čs. letci podporovali povstání všude, kde bylo třeba. Ostřelovali, pronásledovali a bombardovali nepřítele a znemožňovali jeho postup. Bylo to vůbec poprvé, kdy letecká jednotka operovala přímo v týlu nepřítele.
Z Londýna byl jmenován jako nový velitel povstání Slovák generál Rudolf Viest.
Přes veškeré odhodlání povstalců a díky zdržovací taktice Stalina se situace na frontě zhoršovala, vázly dodávky zbraní a nakonec bylo povstání 25. října 1944 potlačeno. Jozef Tiso, prezident Slovenského štátu zastával názor, že převážná část povstalců byli Rusové, Češi a Židé. Po porážce SNP poslal děkovný telegram Adolfu Hitlerovi, v němž mu poděkoval za osvobození Banské Bystrice.

### Ústup bojeschopných letadel do SSSR
Byl připraven ústup jedenácti letuschopných lavoček zpět do SSSR. Odletět mohlo jen jedenáct čs. pilotů.
Št. kapitán Stanislav Rejthar dobrovolně zůstal na Slovensku, zakopal důležité plukovní dokumenty i čs. vlajku a po likvidaci letiště " Tri Duby " spolu s částí zbylého personálu, který nemohl být evakuován do SSSR, ustoupili do oblasti Donoval. Tam bylo soustředěno asi 40 000 mužů. Generál Viest rozhodl, že sovětští příslušníci leteckého pluku budou nadále pod velením lejtěnanta Medvěděva přiřazeni k sovětským partyzánům a čs. letci zůstanou u čs. armády. Štábní kapitán Stanislav Rejthar byl přiřazen k velitelství a později byl jmenován náčelníkem operačního oddělení. Během ústupu se oba nemocní generálové Golian i Viest rozhodli usnadnit povstalcům co nejvíce jejich ústupové přesuny. Vzhledem jejich zdravotnímu stavu a obtížích při náročném pochodu v horách byli nakonec Němci zajati.

### Partyzánské boje
Postup v horách za silného mrazu, o hladu a s Němci v patách byl velmi obtížný. Nemocní a slabší bojovníci jen s vypětím všech sil postupovali kupředu. Někteří bojovníci umrzli. Nakonec po rozpuštění zbytků 2. paradesantní brigády vytvořil štábní kapitán Rejthar vlastní partyzánskou skupinu, která operovala v okolí obce Horná Lhota. Organizoval přepady Němců, ničení vlaků a transportů. Stanislav Rejthar používal v té době falešné osobní doklady a vystupoval jako lesní adjunkt, pod krycím jménem Ondrej Kováčik. V té době se našlo ještě dost lidí, kteří byli ochotni pracovat pro Němce a podezřelé osoby ohlásit. Proto bylo třeba jednat opatrně a neprozrazovat svou identitu. Civilní pomoc ze strany obyvatelstva jim statečně poskytovali zejména spolehliví lidé doporučení evangelickým farářem.

## V poválečném období

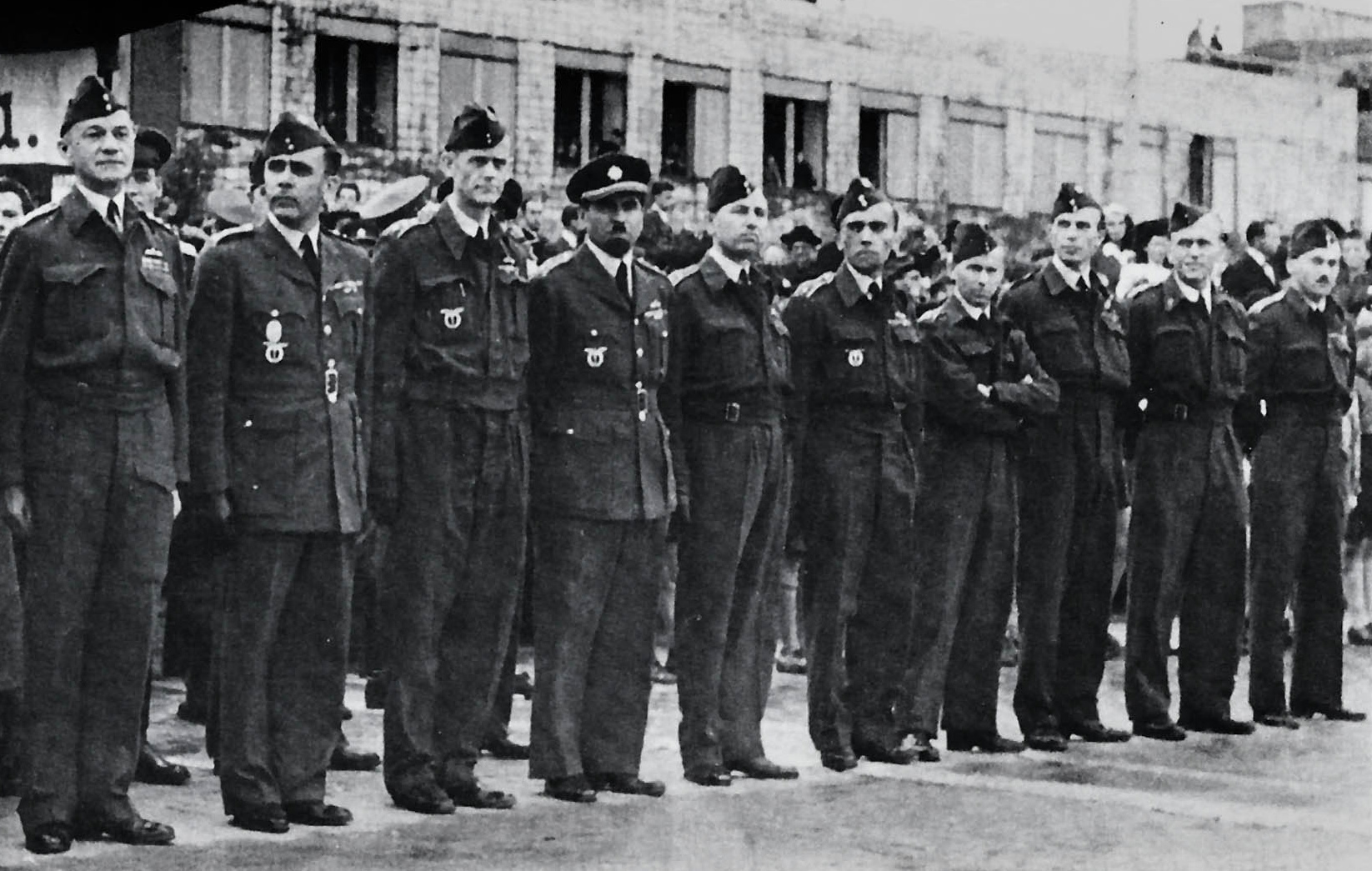
Čekání na přílet spolubojovníků z Anglie. S. Rejthar pátý zleva – Praha srpen 1945

- Byl přidělen na Velitelství letectva hlavní štáb MNO – do funkce náčelníka letectva – Košice

7. března 1945 byl povýšen do hodnosti majora letectva.
- Studie na Vysoké škole válečné

V roce 1945–1946 studoval Vysokou školu válečnou – směr operační.
V září 1946 byl povýšen do hodnosti podplukovníka.
- Přednášel v kurzu zpravodajských důstojníků v Milovicích[11]

- Stal se náčelníkem 3. letecké divize v Brně[12]

1. března 1948 se stal náčelníkem 3. letecké divize v Brně.

- Propuštěn z armády do zálohy[13]

Po komunistickém převratu od 1. srpna 1950 byl propuštěn definitivně z armády do zálohy.
- Civilní zaměstnání po propuštění z čs.armády a perzekuce jeho i celé rodiny[14]

Musel se nuceně vystěhovat z bytu. S obtížemi po propuštění z armády hledal zaměstnání. Pracoval jako jeřábník a opravář těžkých stavebních strojů ve stavebním podniku.
Postupně byl donucen vystřídat různá zaměstnání a profese.
- Rehabilitace

Dne 1. 11. 1964 byl rehabilitován (spolu s Fr. Fajtlem)
Plné rehabilitace se za svého života nedočkal, to bylo možné až po pádu komunistické strany v ČR.
- Odchod do důchodu

V roce 1965 odešel do důchodu v hodnosti plukovníka v záloze.
- Udělení titulu Ing.

V roce 1967 mu byl udělen akademický titul Ing.
- Zemřel v Praze 20. listopadu 1977 a byl pochován v Praze na Olšanech.[16]

## Úryvek z nekrologu
Přišli jsme, abychom se poklonili památce plukovníka Ing. Stanislava Rejthara.
statečného letce a velkého vlastence.
Přišli jsme mu poděkovat jako vojáku za vše,
co pro čast a slávu naší vlasti vykonal a vybojoval.
Přišli jsme se rozloučit s mužem,
jehož krédem po celý život bylo plnit své přísahy a sliby –
v boji, v přátelství, v rodině, v jakémkoliv povolání
a za všech okolností.
Plk. Ing. František Fajtl (28. 11. 1977)

## Vyznamenání
- Československý válečný kříž – 1942–1945
- Československá medaile za zásluhy I. stupně – 1943
- Řád Slovenského národního povstání 1. třídy – 1945
- Československá medaile Za chrabrost před nepřítelem – 1943

## Dodatečné ocenění jeho zásluh

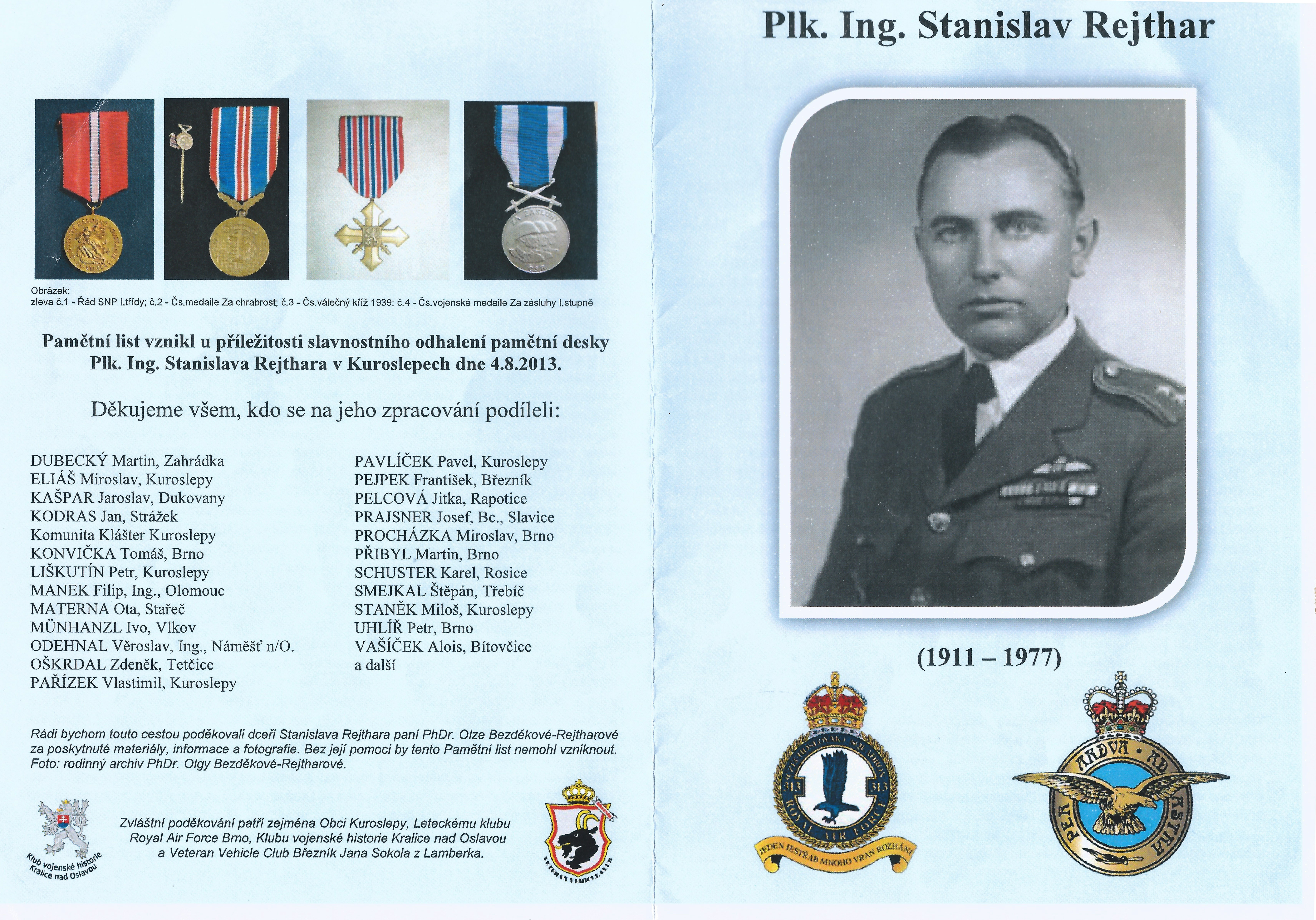
Pamětní list vydaný k příležitosti odhalení pamětní desky Stanislava Rejthara v roce 2013

V roce 2009 mu byla udělena Cena příběhů bezpráví (Spol. Člověk v tísni)

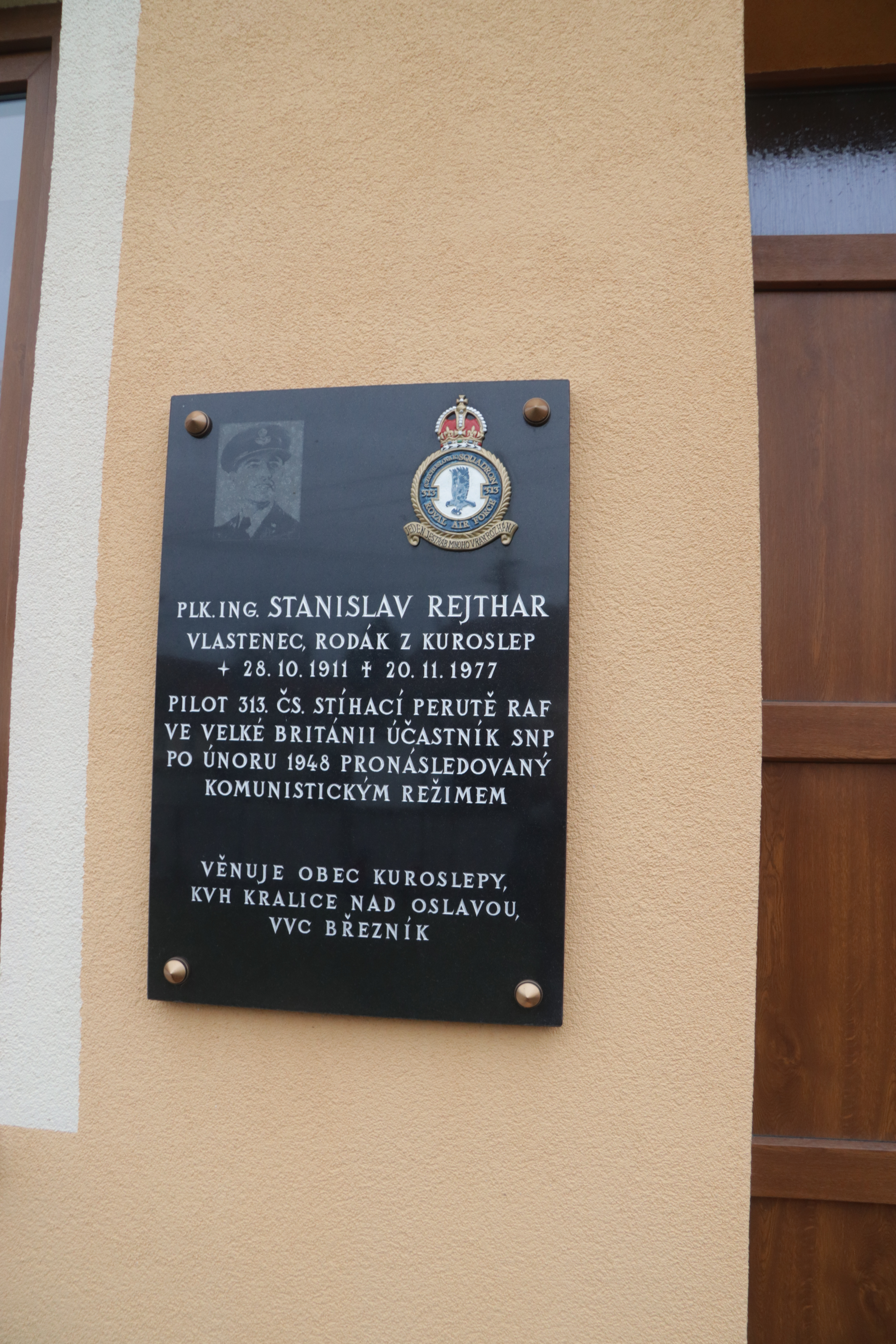
Pamětní deska v Kuroslepech

Dne 4. srpna 2013 byla na Obecním domě v Kuroslepech slavnostně odhalena pamětní deska připomínající zásluhy Stanislava Rejthara o osvobození ČSR a jeho podíl na porážce fašismu.